# Tetrasticta
Tetrasticta is een geslacht van kevers (Coleoptera). Het behoort tot de onderfamilie Aleocharinae van de kortschildkevers (Staphylinidae). De wetenschappelijke naam is voor het eerst geldig gepubliceerd in 1857 door Ernst Gustav Kraatz.

## Soorten
Dit geslacht telt relatief weinig soorten. Ze komen voor in Afrika en Azië.
- Tetrasticta africana Cameron 1950
- Tetrasticta bicolor (Cameron 1943)
- Tetrasticta bobbii Zheng & Zhao, 2014 - komt voor in Yunnan (China).[2]
- Tetrasticta bryanti (Cameron 1943)
- Tetrasticta elegans Cameron 1939 - komt voor op Java.[3]
- Tetrasticta gnatha Yamamoto & Maruyama, 2013 - komt voor op het Maleisisch schiereiland.[4]
- Tetrasticta javana Cameron 1939 - komt voor op Java.[3]
- Tetrasticta kinabaluensis Pace, 2008 - komt voor op Borneo (natuurpark Mount Kinabalu). Lengte: 5 mm.[5]
- Tetrasticta laeta  Maruyama & Sugaya, 2002 - komt voor in Japan en Taiwan.[6]
- Tetrasticta mendosa Cameron, 1939
- Tetrasticta polita Kraatz, 1857 - komt voor op Sri Lanka.
- Tetrasticta thailandensis Pace 2000 - komt voor in Thailand.